# 奈斯特韋茲市鎮
奈斯特韋茲市鎮（丹麥語：Næstved Kommune）是丹麥的一個市鎮，位於西蘭島西南部，臨卡勒拜克斯明克訥灣，屬西蘭大區。面積681平方公里，2009年人口80,594人。行政中心为奈斯特韋茲。
2007年1月1日由原奈斯特韋茲和另外四個市鎮合併而成。